# Kiribati na Letnich Igrzyskach Olimpijskich 2008
Reprezentacja Kiribati na Letnich Igrzyskach Olimpijskich 2008 liczyła dwóch zawodników (2 mężczyzn). Kiribati miało swoich przedstawicieli w 2 spośród 28 rozgrywanych dyscyplin. Zawodnicy z tego kraju nie zdobyli żadnego medalu. Chorążym reprezentacji był sztangista David Katoatau, dla którego był to debiut na igrzyskach.
Był to drugi start Kiribati na igrzyskach olimpijskich. Najlepszym wynikiem, jaki osiągnęli reprezentanci tego państwa na Letnich Igrzyskach Olimpijskich 2008 była 15. pozycja, jaką Katoatau zajął w rywalizacji sztangistów w kategorii wagowej 85 kilogramów.

## Tło startu
Narodowy Komitet Olimpijski Kiribati powstał w 2002 roku. Międzynarodowy Komitet Olimpijski uznał jego członkostwo rok później. Od tego czasu Komitet Olimpijski Kiribati zgłasza reprezentantów tego kraju do udziału w najważniejszych imprezach międzynarodowych takich jak Igrzyska Pacyfiku, czy igrzyska Wspólnoty Narodów. Państwo to zadebiutowało na igrzyskach w 2004 roku. Jej reprezentanci do czasu startu w igrzyskach w Pekinie nie zdobyli żadnego medalu olimpijskiego.

## Statystyki według dyscyplin
Spośród dwudziestu ośmiu dyscyplin sportowych, które Międzynarodowy Komitet Olimpijski włączył do kalendarza igrzysk, reprezentacja tego kraju wzięła udział w dwóch. Narodowy Komitet Olimpijski Kiribati wystawił jednego zawodnika w lekkoatletyce, a drugiego w podnoszeniu ciężarów.
| Lp.     | Sport                | Mężczyźni | Kobiety | Łącznie |
| ------- | -------------------- | --------- | ------- | ------- |
| 1.      | Lekkoatletyka        | 1         | -       | 1       |
| 2.      | Podnoszenie ciężarów | 1         | -       | 1       |
| Łącznie | Łącznie              | 2         | -       | 2       |

## Występy reprezentantów Kiribati

### Lekkoatletyka
Kiribati w lekkoatletyce reprezentował jeden zawodnik, który wystartował w jednej konkurencji. Początkowo Rabangaki Nawai nie zakwalifikował się do udziału w Letnich Igrzyskach Olimpijskich 2008, gdyż nie uzyskał wymaganego minimum kwalifikacyjnego. Zgodnie z przepisami przyjętymi przez IAAF każdy kraj, w którym żaden z zawodników nie wypełnił minimum kwalifikacyjnego, otrzymał zaproszenie do zgłoszenia do Letnich Igrzysk Olimpijskich 2008 nie więcej niż 2 lekkoatletów.
Jedynym reprezentantem Kiribati był Rabangaki Nawai, który wziął udział w rywalizacji sprinterów w biegu na 100 metrów. Eliminacje tej konkurencji rozpoczęły się 15 sierpnia 2008 roku o godzinie 9:45. Nawai startował w trzecim biegu eliminacyjnym, który odbył się o godzinie 10:01. Startował z dziewiątego toru; podczas tego biegu było bezwietrznie.  Z wynikiem 11.29 zajął ostatnie, ósme miejsce i nie zakwalifikował się do następnej rundy. W łącznej klasyfikacji zajął 74. miejsce na 80 sklasyfikowanych zawodników. Jego czas reakcji wyniósł 0,152 sekundy. Zwycięzcą tej konkurencji został Usain Bolt z Jamajki.
Legenda
- – Najlepszy wynik w sezonie

| Zawodnik        | Konkurencja                 | Eliminacje | Eliminacje | Ćwierćfinał   | Ćwierćfinał   | Półfinał      | Półfinał      | Finał         | Finał         |
| Zawodnik        | Konkurencja                 | Wynik      | Miejsce    | Wynik         | Miejsce       | Wynik         | Miejsce       | Wynik         | Miejsce       |
| --------------- | --------------------------- | ---------- | ---------- | ------------- | ------------- | ------------- | ------------- | ------------- | ------------- |
| Rabangaki Nawai | Bieg na 100 metrów mężczyzn | 11.29      | 74         | Nie awansował | Nie awansował | Nie awansował | Nie awansował | Nie awansował | Nie awansował |

### Podnoszenie ciężarów
Kiribati w podnoszeniu ciężarów reprezentował jeden zawodnik. Nie zakwalifikował się przez eliminacje drużynowe i indywidualne, ale otrzymał zaproszenie do udziału w igrzyskach. Swoją ojczyznę reprezentował David Katoatau, który debiutował na igrzyskach.
Startował w kategorii wagowej 85 kilogramów. Zawody w tej kategorii odbyły się 15 sierpnia 2008 roku i zostały podzielone na dwie grupy. Grupa B rozpoczęła zawody o godzinie 10:00, a grupa A o godzinie 19:00. Była to jedenasta konkurencja podnoszenia ciężarów na Igrzyskach w Pekinie. Katoatau wystartował w grupie B. W rwaniu jedną próbę na 130 kilogramów spalił, natomiast dwie kolejne próby na 130 i 135 kilogramów miał udane. Rwanie zakończył z wynikiem 135 kilogramów. W podrzucie dwie próby na 170 i 178 kilogramów miał udane, natomiast jedną próbę na 178 spalił, tym samym podrzut zakończył z wynikiem 178 kilogramów. Z wynikiem 313 kilogramów w dwuboju zajął 7. miejsce w grupie B, a w końcowej klasyfikacji 15. miejsce. Zwycięzcą tej konkurencji został Lu Yong z Chin.
| Miejsce | Zawodnik       | Grupa | Waga ciała | Rwanie (kg) | Rwanie (kg) | Rwanie (kg) | Rwanie (kg) | Podrzut (kg) | Podrzut (kg) | Podrzut (kg) | Podrzut (kg) | Dwubój |
| Miejsce | Zawodnik       | Grupa | Waga ciała | 1           | 2           | 3           | Wynik       | 1            | 2            | 3            | Wynik        | Dwubój |
| ------- | -------------- | ----- | ---------- | ----------- | ----------- | ----------- | ----------- | ------------ | ------------ | ------------ | ------------ | ------ |
| 15      | David Katoatau | B     | 84.17      | 130         | 130         | 135         | 135         | 170          | 178          | 178          | 178          | 313    |